# Vobis
Vobis foi uma marca da Infofield Informática, S.A., pertencente à Sonae Distribuição, S.G.P.S., S.A.. Ofereceu soluções tecnológicas com uma cadeia de lojas especializada na distribuição e reparação de equipamento informático. Abriu a primeira loja em Lisboa no Centro Comercial Colombo em 17 de setembro de 1997.
Produziu a sua própria marca de computadores, Highscreen, a qual é partilhada com as lojas Worten.
No seu auge contou com mais de 20 lojas espalhadas pelo continente, e regiões autónomas dos Açores e Madeira de onde acabou por sair em Abril 2010, o qual a tornava na maior empresa Portuguesa no sector[carece de fontes?].
Refira-se que a Vobis foi fundada na Alemanha em meados dos anos 70 e existe em vários países europeus.
Em 2012 a Vobis foi integrada na Worten, desaparecendo a marca Vobis.